# Мастерс и Џонсон
Вилијам Х. Мастерс (27. децембар 1915. — 16. фебруар 2001) и Вирџинија Е. Џонсон (11. фебруар 1925) је био тим гинеколога који је наследио пионирско дело Алфреда Кинсија. Пионири су били у проучавању природе људских сексуалних реакција, као и дијагнози и лечењу сексуалних поремећаја и дисфункција од 1957. до 1990-их година.
Њихов рад започео је на Одељењу за породилиште и гинекологију Универзитета Вашингтон у Сент Луису. Касније су радили у непрофитном Институту основаном 1964. у Ст. Луису, преименованом 1978. у Институт Мастерс и Џонсон (Masters and Johnson). Почетна фаза траје од 1957. до 1965. Њихови записи о анатомији и психологији људске сексуалне реакције темеље се на директном опажању 382 жене и 312 мушкараца у процењених „10.000 циклуса људске сексуалне реакције.“
Разбили су низ великих заблуда. Најзначајније текстове објавили су у књигама из 1966. и 1970. године. Обе књиге биле су бестселери и преведене су на више од 30 језика.
Упознали су се 1957. када ју је Мастерс запослио да направи целокупну студију о људској сексуалности. Венчали су се 1969. године, а развели се 30-ак година касније приводећи истраживање крају. За разлику од Кинсеја, они су у лабораторију посматрали мастурбацију и сношаје. Створили су модел људске сексуалне реакције који има 4 фазе. Према њима, нема доби у којој се губи полна моћ. Објаснили су прерану ејакулацију, импотенцију и фригидност, давши решења за њих.
Њихов највећи критичар је Шер Хајт.